# 이승아 (배우)
이승아(1974년 9월 19일 ~ )은 대한민국의 배우이다. 한양대학교 사회학과를 졸업했고, 1997년 KBS 드라마 스타트로 데뷔하였으며, 1998년 EBS 내일에 출연하면서 1998년 MBC 공채 27기 탤런트로 입사해 중도하차하였다. 동기로는 박솔미, 송일국, 홍은희 등이 있다.

## 학력
- 한양대학교 사회학과 학사

## 연기 활동

### 드라마
- 1997년 KBS2 청소년드라마 《스타트》
- 1998년 EBS 청소년드라마 《내일》
- 1998년~1999년 MBC 일일시트콤 《남자 셋 여자 셋》 - 단역
- 1998년~2000년 MBC 일요아침드라마 《사랑밖엔 난 몰라》 - 단역
- 1999년~2000년 MBC 월화드라마 《허준》 - 옥정 역
- 2000년 MBC 주말연속극 《사랑은 아무나 하나》 - 단역
- 2000년~2001년 MBC 주간시트콤 《세 친구》 - 단역
- 2002년 EBS 어린이드라마 《TV로 보는 원작동화》
- 2003년~2004년 MBC 월화드라마 《대장금》 - 은비 역
- 2005년~2006년 SBS 월화드라마 《서동요》 - 우수 역
- 2006년~2007년 MBC 월화드라마 《주몽》 - 천랑 신녀 역
- 2007년~2008년 MBC 월화드라마 《이산》 - 황미수 역
- 2009년 MBC 월화드라마 《내조의 여왕》 - 김연선 역
- 2010년 EBS 월화드라마 《마주보며 웃어》 - 창권의 전처 역
- 2012년 KBS2 주말드라마 《넝쿨째 굴러온 당신》 - 차윤희의 모임친구 역
- 2013년 MBC 일일연속사극 《구암 허준》 - 개금 역
- 2015년 MBC 월화드라마 《화정》 - 인렬왕후 역
- 2016년 MBC 주말 특별기획 드라마 《옥중화》 - 대전상궁 한금옥 역

### 영화
- 2020년 《불량한 가족  (2019년 作)》 - 유리 모 역